# Jean de Sperati
Jean de Sperati (né Giovanni Desperati le 14 octobre 1884 à Pistoia en Italie et mort le 27 avril 1957 à Aix-les-Bains en France) est un faussaire italien qui exerça en France.
Spécialisé dans la réalisation de faux timbres-poste de collection, il est considéré comme un des maîtres en la matière : ses créations sont recherchées et atteignent des prix respectables, mais bien inférieurs à ceux des timbres authentiques.

## Biographie
Giovanni Desperati naît en Toscane d'un père comptable dans une usine. Sa mère et ses deux frères (dont un photographe) tiennent un commerce de timbres de collection, tous faux. L'entreprise est nommée la Borsa Filatelica Toscana. La fréquentation d'un cousin, ouvrier papetier, initie Giovanni à la connaissance du papier.
À la suite d'une perquisition de la police, la famille Desperati déménage rapidement à Lucques. Par la suite, elle vit à Pise et Turin avant d'émigrer en France et de s'installer à Paris.
C'est vers 1909 que Giovanni Desperati francise son identité en Jean de Sperati. Déjà engagé dans l'affaire de falsification familiale, il en devient un maître. Le marchand de timbres Jean Cividini lui commande une reproduction d'un timbre rare de la Côte-de-l'Or britannique et l'envoie à Max Their, un expert berlinois, qui le renvoie en le déclarant authentique. À partir de cette expérience, de Sperati crée des faux de timbres classiques à forte cote que ses commanditaires revendent en trompant les experts des maisons d'enchères d'Europe et les acheteurs.
La « philatélie d'art », comme Jean de Sperati nomme son activité, utilise principalement la phototypie (ou photocollographie) comme technique d'impression. Elle lui permet d'utiliser ses connaissances en photographie et en imprimerie et de reproduire autant la lithographie que la taille-douce. Il utilise parfois du papier authentique repris des bords de feuilles, voire en recyclant des timbres de faible valeur.
En 1930, pour rester discret, il emménage à Aix-les-Bains, en Savoie avec sa femme épousée en 1914 et sa fille née en 1924.
La Seconde Guerre mondiale lui amène un surcroît de commandes des marchands de timbres dont les clients achètent des timbres de forte valeur, plus faciles à cacher que d'autres biens précieux. Cependant, de Sperati est contraint de se découvrir en 1942 quand un colis de faux timbres rares allemands envoyé à Lisbonne est saisi par les douanes françaises. Croyant les timbres authentiques, l'administration l'accuse de n'avoir pas déclaré leur valeur réelle et veut le faire condamner pour fraude fiscale via une tentative d'évasion fiscale. Il croit pouvoir se défendre en avouant que ce sont des faux, mais, dans un rapport d'expert du 4 janvier 1944, le criminologue Edmond Locard certifie l'authenticité et évalue le colis à 223 400 francs, bien plus que ce que croyaient les douanes.
Pour éviter la ruine que causerait l'amende, Jean de Sperati présente au tribunal les preuves de ses techniques. Le tribunal l'acquitte pour l'accusation de fraude fiscale et il s'en tire avec une amende pour avoir gêné le travail des douaniers. Cependant, après-guerre, en 1952, une instance est engagée contre lui par le Chambre Syndicale des Négociants en Timbres-Poste pour production de faux timbres de collection. Le jugement le condamne pour escroquerie. La Cour d'Appel, devant laquelle Sperati s'est pourvu, confirme en 1952 le premier jugement et le condamne à deux ans de prison que son âge lui épargne.

## Collection
Les créations de Jean de Sperati sont collectionnées et vendues sur le marché philatélique en toute connaissance de cause.
Une partie provient de l'achat, en 1954, par la British Philatelic Association des épreuves, de son stock de timbres et de son matériel à de Sperati. Les épreuves étant déjà marquées par le faussaire, l'association britannique marque et numérote de manière visible les timbres. Le matériel est détruit. Après recensement et étude, les pièces sont vendues aux membres de la BPA et de la Royal Philatelic Society London.
Parmi les pièces les plus recherchées, se trouvent les trois albums en cuir dans lesquels le faussaire présentait ses œuvres au client potentiel. Une de ses feuilles présente les dix-huit timbres classiques qu'il affirma avoir créé avec le même matériel que la feuille de dix-huit qu'il avait dû présenter à Edmond Locard. Le dernier cahier conservé intact est acheté 31 200 livres sterling lors de la 9e vente dispersant la collection de Gawaine Baillie, organisée à Londres en janvier 2007.
Le 19 octobre 2023, à la salle des ventes Dame Marteau à Montpellier en France, a eu lieu la vente exceptionnelle d'une partie de la collection privée d'Yvonne de Sperati, fille du célèbre faussaire, par la société Le Timbre Classique, supervisée par la commissaire-priseur Caroline Tillé-Chauchard.
Le point culminant de la vente a été un album de 235 faux timbres offerts par le faussaire à sa fille pour son anniversaire, avec sa dédicace « A ma fille Yvonne le jour anniversaire de ses 28 ans » « Aix les Bains le 4 septembre 1952 », qui avait été volé lors d’un cambriolage de la maison familiale en 1967. Cette collection avait ensuite été présentée à la vente à New-York en 2002, puis restitué à Yvonne en 2003 à la suite de l’intervention de la justice. La vente de cette collection a atteint 25 500 euros (lot 101).

## Œuvres
- La Philatélie sans experts ?, 1946.
- La Méthode complète de la Philatélie d'Art, Novembre 1953, livre resté à l'état d'épreuve sur papier pelure, tapé à la machine par Jean de Sperati lui-même. Il n'en existe que de très rares exemplaires et quelques copies à l'étranger.

### Sources
- John Winchester, « Artistic licence », article publié dans Stamp Magazine n°73-5, daté mai 2007, pages 44-48.